# Kategoria e Parë 1948
La Kategoria e Parë 1948 fu l'undicesima edizione della massima serie del campionato albanese di calcio disputato tra il 21 marzo e il 25 agosto 1948 e concluso con la vittoria del KF Partizani Tirana, al suo secondo titolo.
Capocannoniere del torneo fu Zihni Gjinali (KF Partizani Tirana) con 11 reti.

## Formula
Le 14 partecipanti furono suddivise in due gironi, da 6 e 8 squadre ciascuno con le prime classificate che si incontrarono per determinare il vincitore del campionato.
Alla fine della stagione 4 squadre furono retrocesse: Sqhiponja Gjirokastër, KS Traktori Lushnja, KS Tomori Berat, Spartaku Kuçovë.

## Squadre
| Squadra               | Città        | Stadio | Stagione 1947      |
| --------------------- | ------------ | ------ | ------------------ |
| KS Vllaznia Shkodër   | Scutari      |        | 2°                 |
| Dinamo Korçë          | Coriza       |        | 3°                 |
| Ylli i Kuq Durrës     | Durazzo      |        | 5°                 |
| 17 Nëntori Tirana     | Tirana       |        | 4°                 |
| Bashkimi Elbasanas    | Elbasan      |        | 8°                 |
| KS Flamurtari Vlorë   | Valona       |        | 7°                 |
| KF Partizani Tirana   | Tirana       |        | Campione d'Albania |
| Shqiponja Gjirokastër | Argirocastro |        | 9°                 |
| KS Tomori Berat       | Berat        |        | 6°                 |
| KS Besa Kavajë        | Kavajë       |        | Kategoria e Dytë   |
| KS Apolonia Fier      | Fier         |        | Kategoria e Dytë   |
| 8 Nëntori Shijak      | Shijak       |        | Kategoria e Dytë   |
| KS Traktori Lushnja   | Lushnjë      |        | Kategoria e Dytë   |
| Spartaku Kuçovë       | Kuçovë       |        | Kategoria e Dytë   |

## Classifica

### Gruppo A
|  | Pos. | Squadra             | Pt | G  | V | N | P | GF | GS | DR  |
|  | ---- | ------------------- | -- | -- | - | - | - | -- | -- | --- |
|  | 1.   | KF Partizani Tirana | 17 | 10 | 8 | 1 | 1 | 34 | 8  | +26 |
|  | 2.   | KS Vllaznia Shkodër | 17 | 10 | 8 | 1 | 1 | 26 | 7  | +19 |
|  | 3.   | 17 Nëntori Tirana   | 10 | 9  | 4 | 2 | 3 | 9  | 9  | 0   |
|  | 4.   | Ylli i Kuq Durrës   | 8  | 9  | 3 | 2 | 4 | 12 | 16 | -4  |
|  | 5.   | KS Besa Kavajë      | 1  | 9  | 0 | 1 | 8 | 7  | 33 | -26 |
|  | 6.   | Dinamo Korçë        | 1  | 7  | 0 | 1 | 6 | 6  | 33 | -27 |

### Gruppo B
|  | Pos. | Squadra               | Pt | G  | V | N | P  | GF | GS | DR  |
|  | ---- | --------------------- | -- | -- | - | - | -- | -- | -- | --- |
|  | 1.   | KS Flamurtari Vlorë   | 20 | 14 | 8 | 4 | 2  | 47 | 19 | +28 |
|  | 2.   | Bashkimi Elbasanas    | 19 | 14 | 7 | 5 | 2  | 34 | 15 | +19 |
|  | 3.   | KS Apolonia Fier      | 19 | 14 | 7 | 5 | 2  | 31 | 20 | +11 |
|  | 4.   | Sqhiponja Gjirokastër | 16 | 14 | 6 | 4 | 4  | 31 | 23 | +8  |
|  | 5.   | 8 Nëntori Shijak      | 15 | 14 | 5 | 5 | 4  | 23 | 25 | -2  |
|  | 6.   | KS Traktori Lushnja   | 10 | 14 | 4 | 2 | 8  | 22 | 34 | -12 |
|  | 7.   | KS Tomori Berat       | 9  | 14 | 3 | 3 | 8  | 18 | 32 | -14 |
|  | 8.   | Spartaku Kuçovë       | 4  | 14 | 1 | 2 | 11 | 17 | 55 | -38 |

Legenda:

      Ammesso alla finale
      Retrocesso in Kategoria e Dytë
Note:

Due punti a vittoria, uno a pareggio, zero a sconfitta.

### Finale
L'incontro venne disputato il 25 agosto a Tirana.
| Tirana 25 agosto 1948                                                                                 | KF Partizani Tirana | 6 – 2                | KS Flamurtari Vlorë |  |
| \| \| \| \| \| Biçaku 25’ Gjinali 29’ 43’ 56’ 72’ Shaqiri 74’ \| Marcatori \| 8’ Bezhani 88’ Daija \| |                     |                      |                     |  |
| |                     |                      |                     |  |
| Biçaku 25’ Gjinali 29’ 43’ 56’ 72’ Shaqiri 74’                                                        | Marcatori           | 8’ Bezhani 88’ Daija |                     |  |

## Verdetti
- Campione: KF Partizani Tirana
- Retrocessa in Kategoria e Dytë:Sqhiponja Gjirokastër, KS Traktori Lushnja, KS Tomori Berat, Spartaku Kuçovë